# 辽宁广播电视台经典音乐广播
辽宁广播电视台经典音乐广播是辽宁广播电视台运营的一套广播频率，原名辽宁立体声文艺广播电台、辽宁文艺广播，是中国国内开播最早的立体声广播电台之一。目前该频率通过调频和中波频率覆盖辽宁全省。

## 播出频率
- 沈阳：FM95.9MHz、AM1053kHz
- 大连：FM96.8MHz
- 丹东：AM747kHz
- 锦州、葫芦岛：FM98.1MHz
- 营口：FM103.9MHz
- 阜新：FM102.7MHz
- 西丰：FM104.4MHz
- 盘锦：AM810